# ショーン・ソニア
ショーン・マシューズ・ソニア（Shawn Matthews Sonnier , 1976年7月5日 - ）は、アメリカ合衆国ルイジアナ州出身の元プロ野球選手（投手）。

## 経歴
1996年、MLBドラフト14巡目でミルウォーキー・ブルワーズに入団。その後は、マイナーチームを転々とし、メジャー経験は無し。マイナーではほぼリリーフで起用されていた。
2006年シーズン開幕直前、右の中継ぎ投手として横浜ベイスターズに入団。開幕は二軍スタートだったが、リリーフ陣の崩壊を受け4月半ばに一軍昇格。4月22日のヤクルト戦では2回無失点の好投で来日初勝利を果たす。しかし、その後は僅差での登板はほとんど無く敗戦処理での起用が中心で目立った活躍は出来なかった。そしてシーズン終了後に退団となった。

## プレースタイル
最速150km/hのストレートと縦に落ちるスライダーが武器。

## 詳細情報

### 年度別投手成績
| 年 度     | 球 団     | 登 板 | 先 発 | 完 投 | 完 封 | 無 四 球 | 勝 利 | 敗 戦 | セ 丨 ブ | ホ 丨 ル ド | 勝 率 | 打 者 | 投 球 回 | 被 安 打 | 被 本 塁 打 | 与 四 球 | 敬 遠 | 与 死 球 | 奪 三 振 | 暴 投 | ボ 丨 ク | 失 点 | 自 責 点 | 防 御 率 | W H I P |
| --------- | --------- | ----- | ----- | ----- | ----- | -------- | ----- | ----- | -------- | ----------- | ----- | ----- | -------- | -------- | ----------- | -------- | ----- | -------- | -------- | ----- | -------- | ----- | -------- | -------- | ------- |
| 2006      | 横浜      | 27    | 0     | 0     | 0     | 0        | 1     | 0     | 0        | 2           | 1.000 | 131   | 30.2     | 29       | 1           | 13       | 0     | 1        | 37       | 0     | 0        | 15    | 13       | 3.82     | 1.37    |
| 通算：1年 | 通算：1年 | 27    | 0     | 0     | 0     | 0        | 1     | 0     | 0        | 2           | 1.000 | 131   | 30.2     | 29       | 1           | 13       | 0     | 1        | 37       | 0     | 0        | 15    | 13       | 3.82     | 1.37    |

### 記録
NPB
- 初登板：2006年4月16日、対読売ジャイアンツ6回戦（横浜スタジアム）、6回表に2番手で救援登板、2回2失点
- 初奪三振：同上、6回表に二岡智宏から空振り三振
- 初勝利：2006年4月22日、対東京ヤクルトスワローズ4回戦（明治神宮野球場）、5回裏に2番手で救援登板、2回無失点
- 初ホールド：2006年4月23日、対東京ヤクルトスワローズ5回戦（明治神宮野球場）、6回裏に3番手で救援登板、1回無失点

### 背番号
- 58（2006年）